# Francesco Marchetti Selvaggiani

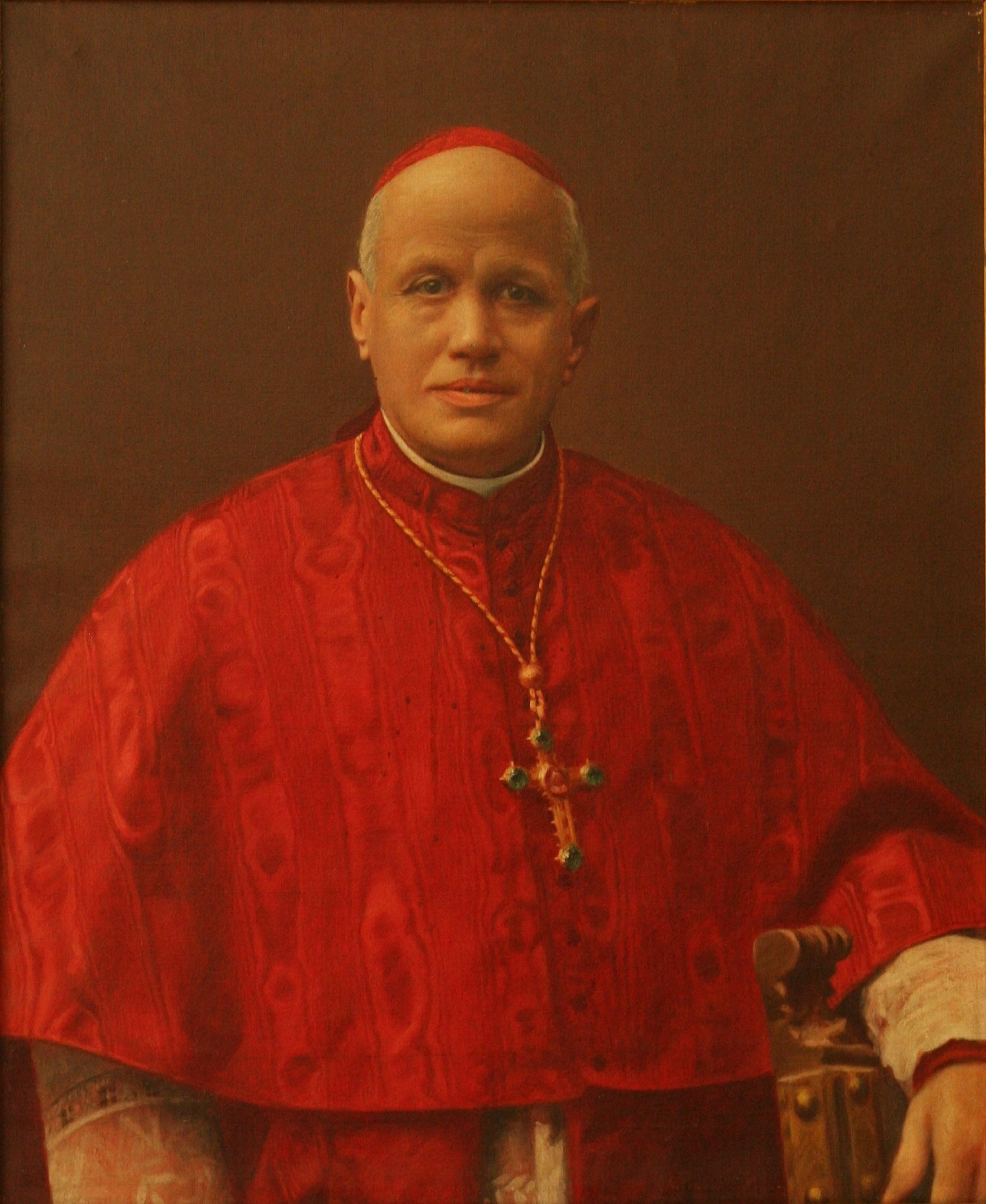
Francesco Kardinal Marchetti Selvaggiani (Gemälde)

Wappen von Francesco Kardinal Marchetti Selvaggiani

Francesco Kardinal Marchetti Selvaggiani (* 1. Oktober 1871 in Rom, Italien; † 13. Januar 1951 ebenda) war ein italienischer Geistlicher und Kurienkardinal der römisch-katholischen Kirche.

## Leben
Francesco Marchetti Selvaggiani war Seminarist am Almo Collegio Capranica und empfing am 4. April 1896 nach dem Studium der Mathematik und später der Katholischen Theologie und des Kanonischen Rechtes das Sakrament der Priesterweihe. Während seines Theologiestudiums an der Päpstlichen Universität Gregoriana lernte er Eugenio Pacelli, den späteren Papst Pius XII., kennen.
Am 16. Februar 1918 wurde er zum Titularerzbischof von Seleucia in Isauria ernannt, die Bischofsweihe spendete ihm Pietro Kardinal Gasparri; Mitkonsekratoren waren Carlo Pietropaoli, ehemaliger Apostolischer Delegat in Venezuela, und Bonaventura Cerretti, Sekretär der Kongregation für außerordentliche kirchliche Aufgaben. Am 21. Mai 1920 wurde er zum Apostolischen Internuntius (ab 1920 Apostolischer Nuntius) in Venezuela berufen. Im Dezember 1920 wurde ihm die Leitung der Apostolischen Nuntiatur in Österreich übertragen. Am 15. Dezember 1922 kehrte er in den Vatikan zurück und wurde zum Sekretär der Congregatio de Propaganda Fide berufen.
Am 30. Juni 1930 nahm ihn Papst Pius XI. als Kardinalpriester mit der Titelkirche Santa Maria Nuova in das Kardinalskollegium auf. Am 9. Mai 1931 ernannte Pius XI. Kardinal Marchetti zum Generalvikar für das Bistum Rom, dieses Amt übte er bis zu seinem Tod aus. 1936 wurde er zum Kardinalbischof von Frascati ernannt. Er nahm am Konklave 1939 teil, das Pius XII. zum Papst wählte.
Im Jahr 1939 wurde er Sekretär des Heiligen Offiziums, 1948 zudem Präfekt der Kongregation für das Zeremoniale. Im gleichen Jahr wurde er zum Dekan des Kardinalskollegiums gewählt und damit auch zum Kardinalbischof von Ostia erhoben.
Francesco Marchetti Selvaggiani starb am 13. Januar 1951 in Rom an einer Hirnthrombose. Er wurde in der Jesuitenkapelle des Friedhofs Campo Verano beigesetzt.